# Leoforos Nikis
Die Leoforos Nikis (griechisch Λεωφόρος Νίκης ‚Siegesboulevard‘) ist ein Boulevard entlang der Küste in der nordgriechischen Stadt Thessaloniki. Sie ist auch als Palea Paralia (Παλιά Παραλία ‚Alte Uferpromenade‘) bekannt.

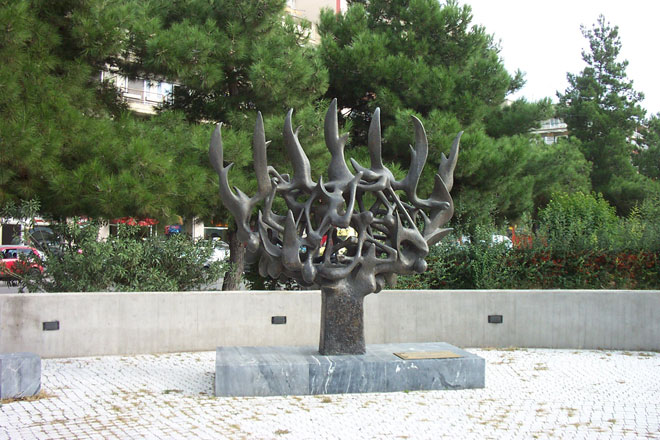
Shoa-Denkmal

Der Boulevard beginnt als Fortsetzung der Navarchou Koundouriotou Pavlou an der Platia Eleftherias mit dem Shoa-Denkmal und führt in südöstlicher Richtung entlang der Küste vorbei an der Platia Aristotelous bis zum Weißen Turm, wo er in die Leoforos Megalou Alexandrou übergeht.
An der Leoforos Nikis liegen die Konsulate der Schweiz, Spaniens, der Tschechischen Republik, Zyperns und der Philippinen.
Leoforos Nikis ist von zahlreichen Cafés, Restaurants und Geschäften gesäumt und hat eine hohe Frequenz von Passanten, darunter viele Touristen.

## Name
Die Leoforos Nikis trägt diesen Namen seit 1939. In der Zeit des Osmanischen Reiches hieß sie Beyaz Kule Avenue, dann unter griechischer Herrschaft von 1912 bis 1939 Leoforos Vasileos Konstantinou (nach König Konstantin I von Griechenland).

## Straßenbahn
Bis 1954 verkehrte auch die Straßenbahn Thessaloniki auf der Leoforos Nikis.